# 麺商人

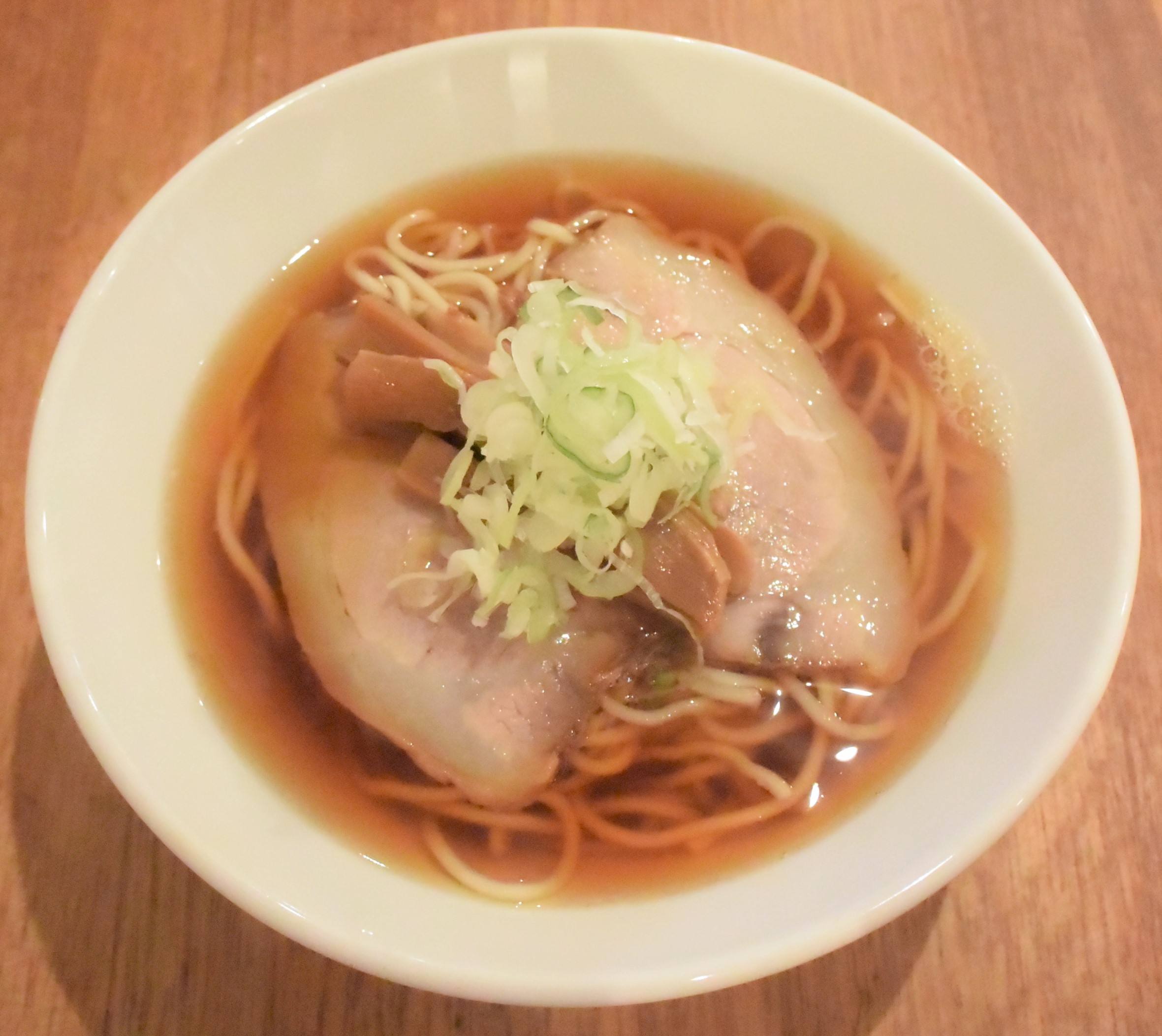
麺商人 煮干し中華そば・きほん

麺商人（めんしょうにん）は、熊本県熊本市出水の煮干ラーメン専門店。2009年11月30日創業。店主は古用秀明。「ミシュランガイド熊本・大分 2018特別版」に掲載。

## 沿革
古用は、生まれは大阪府であるが、幼い頃に福岡県田川郡大任町に移住、高校卒業後は大阪府に戻る。大阪府の中華料理店に就職し、7年間勤務。ラーメン好きのため、「ラーメン屋」での独立を考え始めていた24歳の頃、大阪では当時余り見かけなかった「熊本ラーメン」がメディアで紹介されていたことで刺激を受け訪熊。その際、その味などに魅了され移住し、県内老舗ラーメン店で4年半修行。その後、独立し、2009年11月30日に創業。
開業当初は、看板の豚骨系の熊本ラーメンの他、焼き飯、手作り餃子等を提供していた。伝統的な製法に留まることなく、肉質の柔らかい宮崎県産きな粉豚を使用したチャーシューを七輪の炭火で丁寧に焼くなど手間暇を掛けたり、素材は自ら足を運び四国と天草の天日塩や900mlで1,500円もする和歌山の醤油などを厳選したり、毎月のようにスープ（一切ラードを使用しない、清湯系）や麺を変えるなど毎日真剣にラーメンに向き合っていた。
それから3年経った頃、妻の母方の実家がある青森を旅行する機会があり、現地で「津軽ラーメン」を食す。独特の苦みがあり、最初は抵抗感があったがまた食べたくなり、再訪、食べ歩きをする中で、自分でも作ろうと思い現地の津軽ラーメン界をリードする店（中華そばひらこ屋など）に教えを請い、助言を受けながら、研究を始め、商品化する。
熊本県内では煮干しを使うラーメンが珍しいため受け入れられず紆余曲折があったが、豚骨も並行して提供しつつ徐々にそれにシフトし、2014年には煮干しに一本化する。全国のラーメンフェスにも参加し、熊本県からの津軽ラーメンの影響を受けた煮干ラーメンを発信する中で古用の功績が認められ、2014年に「食べログランキング・熊本ラーメンランキング金賞」を受賞、「ミシュランガイド熊本・大分 2018特別版」に掲載される。

## 特徴
提供されている「中華そば（きほん）」は、境港産の「平子煮干し」を主とし、ウルメ、焼き干しなど数種をブレンドした煮干しで出汁を取った琥珀色に輝き、澄んでいる煮干し100％のスープ（水、島根の「森田醤油」の醤油のみで、旨味調味料は不使用）で、雑味がなくて滋味深く（あっさり）、丼からは魚介の香りが力強く匂い立つ。「極濃煮干し」はトンコツ、鶏ガラを煮出して作る白湯に、煮干しをたっぷり効かせた濃厚出汁を合わせた濃い口のラーメンであり、大量の煮干しを使用した、酸味・苦味も兼ね備えた特徴がある。これらのスープにコシがある中太のアルカリ剤を使用しない「無かん水」の特注麺が合わせられる。

## メディア・イベント
- 2014年1月 - ファイブチャンネル[23]
- 2016年8月 - 長尾中華そば主催の「全国にぼし喰らえ！にぼし祭り」に参加（RAB祭協力）[14]
- 同年11月 - 「新潟ラーメン王国全国麺祭り2016」に九州熊本から初参加（BSN新潟放送主催）[15]
- 2017年7月 - てれビタ[24]
- 2018年5月 - WELCOME[25]
- 2019年8月 - くまパワ[26]
- 2020年6月 - サタココ[27]